# Butanoate de butyle
Le butanoate de butyle est l'ester de l'acide butanoïque et du butanol utilisé comme arôme dans l'industrie alimentaire et la parfumerie. Il possède une odeur fruité douceâtre et est présent dans plusieurs fruits ainsi que dans le miel. Il est utilisé dans la composition d'arômes fruités.